# Aphantopus yunnananus
Aphantopus yunnananus är en fjärilsart som beskrevs av Swinhoe 1915. Aphantopus yunnananus ingår i släktet Aphantopus och familjen praktfjärilar. Inga underarter finns listade i Catalogue of Life.